# Mus phillipsi
Mus phillipsi es una especie de roedor miomorfo de la familia Muridae. Es de hábitos nocturnos.

## Distribución geográfica
Se encuentra sólo en la India.

## Hábitat
Su hábitat natural son: clima tropical o subtropical, bosques, tierras bajas y secas praderas,  y  desiertos.